# علي المستنصر بالله

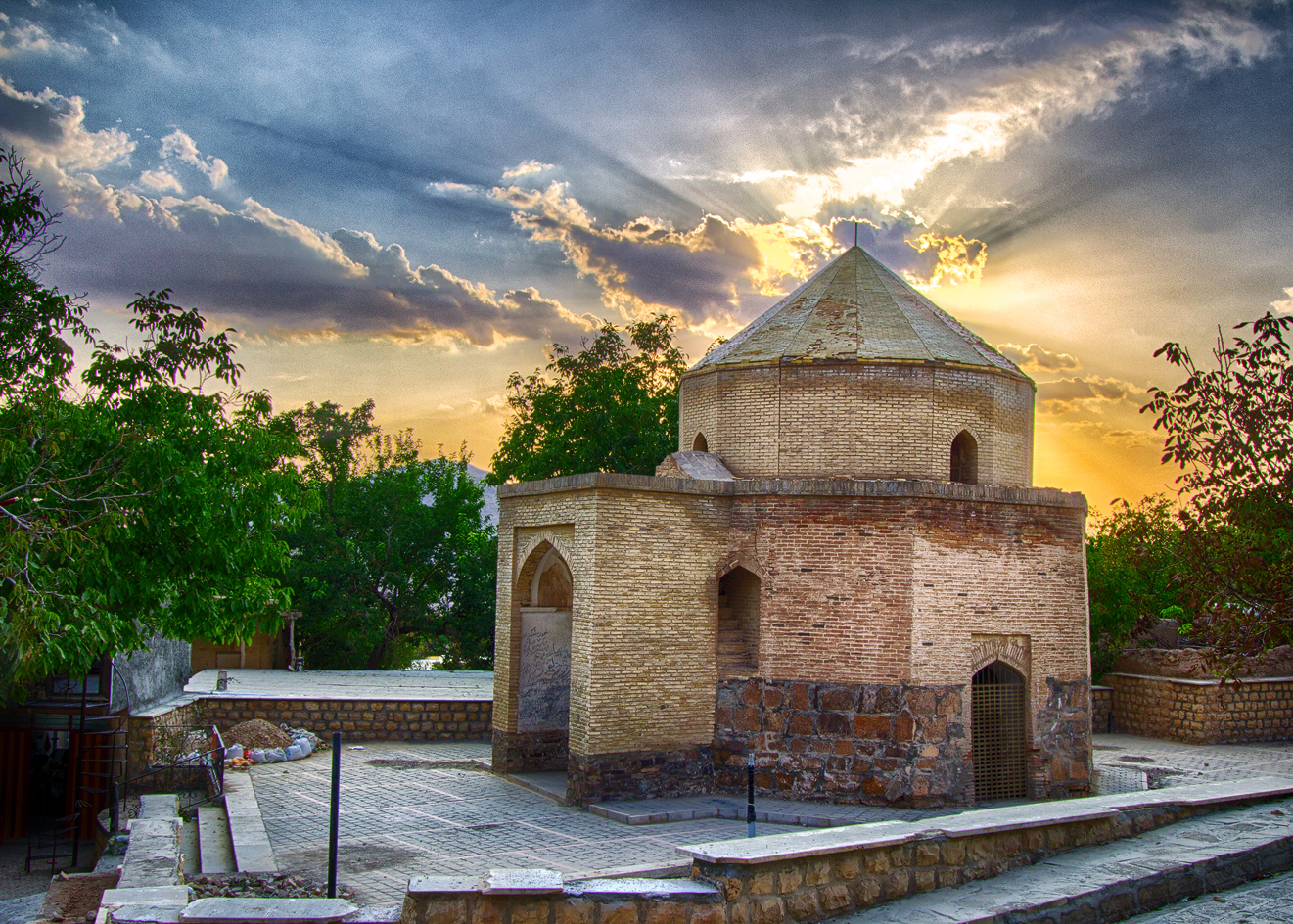
ضريح المستنصر الثاني في أنجودان، المعروف محلياً بمقبرة شاه قلندر

علي شاه المعروف بالاسم التشريفي المستنصر بالله الثاني كان الإمام الثاني والثلاثون من فرع قاسم شاهي من الطائفة الإسماعيلية النزارية. وقد استهل حكمه فترة أنجدان من التاريخ النزاري، التي اتسمت بإحياء التعاليم النزارية.

## الخلفية
إن تاريخ الإسماعيلية النزارية في القرون التي تلت سقوط الدولة الإسماعيلية النزارية أمام الإمبراطورية المغولية عام 1256 م غامض بشكل خاص، وذلك بسبب نقص الاهتمام العلمي وبسبب نقص المصادر الموثوقة، حيث تُرك المؤمنون النزاريون مشتتين وبدون قيادة مركزية وغالبًا ما اضطروا إلى إخفاء إيمانهم الحقيقي بسبب الاضطهاد من الحكام السنة، خاصةً مع فترة النهضة السنية، التي اتسمَت بصدور فتاوى التشدد والتكفير والقتل. علاوة على ذلك، خلال القرن الرابع عشر، انقسم خط خلافة الإمامة النزارية إلى فصيلين متنافسين، خطوط محمد شاهي (المأموني) وقاسم شاهي، والتي اكتسبت الأولى في البداية ولاء غالبية المجتمعات النزارية وكانت أكثر نشاطًا في السجل التاريخي. من ناحية أخرى، فإن خط قاسم شاهي محاط بالغموض، وحتى أئمتهم الأوائل معروفون تقريبًا بالأسماء فقط، مع وجود القليل من التواريخ أو المعلومات الموثوقة عن حياتهم.

## الحياة
علي شاه، المعروف باسم المستنصر بالله الثاني، يعود نسبه إلى الخليفة الفاطمي الذي حمل نفس الاسم في القرن الحادي عشر الميلادي، وكان ابن الإمام القاسم شاه الثالث (والواحد والثلاثون إجمالًا)، محمد بن إسلام شاه بن قاسم شاه، وخلف والده كإمام ق. 1463/4 م.
كان أول من استقر في خطه في قرية أنجدان في وسط إيران. ويبدو أن أنجدان كانت مركزًا مهمًا لقاسم شاهي بالفعل خلال أواخر القرن الرابع عشر، وقد هاجمها تيمور في عام 1393 م. بدأ استقرار أئمة قاسم شاهي في أنجدان فترة من إحياء التقاليد النزارية تحت خط قاسم شاهي، سواء في تنشيط نشاطهم الدعوي أو في إنتاج أدبي متجدد للطائفة. أرسل المستنصر الثاني الدعاة إلى أماكن بعيدة مثل ما يُعرف الآن بأفغانستان.
تُوفي المستنصر الثاني في عام 1480 م أو قبله بقليل، ودُفن في ضريح مثمن الشكل، يُعرف لدى السكان المحليين باسم ضريح شاه قلندر. يُعد الضريح أيضًا أقدم دليل يشهد على وجود أئمة قاسم شاهي في المنطقة. في أعقاب الفتوحات المغولية، يرى العلماء المعاصرون منذ عهد هنري كوربين وفلاديمير إيفانوف أن النزاريين غالبًا ما أخفوا هويتهم الحقيقية وراء عباءة التصوف. وبالتالي، اعتُبر اسم شاه قلندر اسم غطاء صوفيًا للمستنصر الثاني. يشكك المؤرخ شفيق وراني في صحة هذا الافتراض بشكل عام، مشيرًا إلى أن اسم شاه قلندر لم يُستخدم أبدًا في المصادر الإسماعيلية، ولا يُعرف إلا كمرجع إلى ضريحه.
خلف المستنصر الثاني ابنه عبد السلام شاه. تُنسب مجموعة من الخطب، بعنوان Pandiyat-i javanmardi (نصائح في الفروسية الروحية)، عمومًا إلى المستنصر الثاني، ويُفترض أنها جُمعت في عهد عبد السلام شاه؛ لكن وراني يزعم أنها تنتمي إلى إمامة المستنصر الثالث، المعروف باسم غريب ميرزا.